# Ejército Nacional de República Dominicana
L'Esercito della Repubblica Dominicana  o Ejército de República Dominicana, è una delle tre armi delle forze armate della Repubblica Dominicana, insieme alla Marina e all'Aeronautica.
L'esercito, due volte più grande degli altri servizi, è costituito da circa 40.000 soldati in servizio attivo. Comprende sei brigate di fanteria, una brigata di supporto al combattimento, una brigata di supporto del servizio di combattimento e lo squadrone di cavalleria aerea.

## Storia
Di stanza vicino a Santo Domingo, la 1ª Brigata è stata tradizionalmente la più potente delle brigate, in virtù della sua posizione e delle risorse militari. La 1ª Brigata aveva cinque battaglioni di fanteria e un battaglione del Genio. La 2ª Brigata e la 3ª Brigata hanno sede rispettivamente a Santiago e a Barahona. Le loro risorse sono sparse in tutto il paese e le loro unità si concentrano principalmente su questioni locali. La 4ª Brigata, chiamata anche Centro di addestramento delle forze armate (CEFA) a causa della sua vasta missione di addestramento, è a San Isidro, dieci chilometri a est della capitale. La 4ª Brigata controlla il battaglione corazzato e tre battaglioni di fanteria. La 4ª Brigata forniva anche addestramento di base, avanzato e specializzato. A San Isidro vi è anche il battaglione di artiglieria dell'esercito, che è stato organizzato come stato maggiore separato in regola. Un'altra organizzazione indipendente e molto potente è il Comando di supporto al combattimento, che comprende il Battaglione della Guardia presidenziale e unità della polizia militare, mediche e delle uniformi. Dal 1989, le risorse includono quattordici carri armati leggeri e trenta veicoli corazzati. L'artiglieria è equipaggiata con ventidue obici Auril da 105 mm.

## Organizzazione

### Sotto il Quartier generale dell'esercito
Quartier generale dell'esercito domenicano a Comendador, Provincia di Elías Piña
- 1º Reggimento della Guardia presidenziale(Santo Domingo)
  - Battaglione Forze speciali Sicurezza presidenziale (Risposta Rapida) (Santo Domingo)
- 2º Reggimento Guardia d'onore del Ministero della Difesa (Santo Domingo)
- Brigata Operazioni speciali
  - 2º Battaglione Forze Operazioni speciali
  - 6º Battaglione Fucilieri da montagna (Constanza)
- 1º Squadrone cavalleria aerea "Maggiore Aníbal Vallejo Pilot Sosa"  (Aeroporto internazionale La Isabela):
  - 2 Robinson R-44
  - 4 Robinson R-22
  - 5 Bell OH-58C
  - 3 Bell OH-58A +

### Sotto il Comando Operazioni
1ª Brigata fanteria - CG Santo Domingo
- 1º Battaglione fanteria JUAN PABLO DUARTE (Com. e tutti gli elementi a Campo 16 agosto, Santo Domingo).
- 2º Battaglione fanteria Francisco del Rosario Sánchez (Com. e tutti gli elementi a Campo 16 agosto, Santo Domingo).
- 3º Battaglione fanteria MATIAS RAMON MELLA (Com. e tutti gli elementi a Campo Ramon Mella, San Cristobal).
- Compagnia di ricognizione e sicurezza (Campo 16 agosto, Santo Domingo) - equipaggiato con veicoli leggeri, compresi i SUV.
- Batteria mortai pesanti (Camp August 16, Santo Domingo) - equipaggiata con quattro mortai da 4.2 pollici M30.
- 1º Battaglione di pubblica sicurezza (Operazioni urbane)

2ª Brigata fanteria - CG Santiago
- 5º Battaglione fanteria (Com., Compagnia di supporto & compagnie di fanteria 5ª, 6ª & 7ª, tutte a Santiago.)
- 7º Battaglione fanteria (Com, Compagnia di supporto & 12ª Compagnia di fanteria a San Francisco de Macorís,.Compagnie di fanteria Moca 11ª, 13ª & 14ª a Nagua Samana).
- 8º Battaglione fanteria (Com, Compagnia di supporto & 8ª Compagnia di fanteria a Puerto Plata, compagnie di fanteria Moca 9ª & 10ª a San José de las Matas).
- Plotone di ricognizione (Fortaleza Fernando Valerio, Santiago.) - Equipaggiato con veicoli leggeri, inclusi i SUV.
- Batteria obici (Fortaleza Fernando Valerio, Santiago.) - Equipaggiata con quattro obici da 105mm M-101.
- 6º Battaglione (in riserva)
- 7º Battaglione (in riserva)
- 11º Battaglione (riserva)

3ª Brigata fanteria - CG San Juan de la Maguana
- 12º Battaglione fanteria  (Com, Compagnia di supporto & 22ª Compagnia di fanteria ad Azua). Fortaleza 19 marzo, quartier generale del 12º Battaglione fanteria Azua
- 13º Battaglione fanteria (Com, Compagnia di supporto & 23ª Compagnia di fanteria a San Juan de la Maguana, 24ª Compagnia di fanteria ad Elias Piña).
- 14º Battaglione fanteria  (Com. & Compagnia di supporto a Las Matas de Farfán,. 25ª Compagnia di fanteria a Pedro Santana).
- Plotone di ricognizione - equipaggiato con veicoli leggeri, inclusi i SUV.
- Batteria mortai pesanti - equipaggiata con quattro mortai da 120 mm ECIA.

4ª Brigata fanteria - CG Mao
- 9º Battaglione fanteria Macheteros  (Com. e tutti gli elementi al Fte. 19 novembre, Mao).
- 10º Battaglione fanteria (Com, Compagnia di supporto & 16ª Compagnia di fanteria a Dajabon, 15ª a Monte Cristi & 17ª a Restoration).
- 11º Battaglione fanteria (Com e Compagnia di supporto La Vega, 26 Infantry Company at Sabana Iglesia).
- Plotone di ricognizione (Fte. 19 novembre, Mao.) - equipaggiato con veicoli leggeri, inclusi i SUV.
- Batteria mortai pesanti (Fte 19 novembre, Mao.) - - equipaggiata con quattro mortai da 120 mm ECIA.

5ª Brigata fanteria - CG Barahona
- 15º Battaglione fanteria (Com e Compagnia di supporto a Barahona,.  18ª & 19ª Compagnia di fanteria a Jimani Neiba).
- 16º Battaglione fanteria (Com, Compagnia di supporto & 20ª Compagnia di fanteria a Duvergé;. 21ª Compagnia di fanteria a Pedernales).
- Plotone d'esplorazione - equipaggiato con veicoli leggeri, inclusi i SUV.
- Batteria mortai pesanti - equipaggiata con quattro mortai da 120 mm ECIA.

6ª Brigata fanteria - CG San Pedro de Macoris
- 4º Battaglione fanteria (Com, Compagnia di supporto & 1ª Compagnia di fanteria a San Pedro de Macoris,. 2ª Compagnia di fanteria a La Romana)
- 17º Battaglione fanteria (Com, Compagnia di supporto & 4ª Compagnia di fanteria a El Seybo;. 3ª Compagnia di fanteria a Higuey)
- Plotone d'esplorazione - equipaggiato con veicoli leggeri, inclusi i SUV.
- Batteria mortai pesanti - equipaggiata con quattro mortai da 120 mm ECIA.

Brigata Supporto al Combattimento - CG Villa Mella, Santo Domingo
- Battaglione corazzato (Com e tutti gli elementi a Villa Mella.):
  - 1º Squadrone 12 carri armati leggeri M-41.
  - 2º Squadrone 8 AFV V-150 Commando. 4 attualmente con il 1º Reggimento della Guardia presidenziale, 2 sono stati trasferiti al Gruppo antiterrorismo.
  - 3º Squadrone 16 half-track M3 A1.
- Battaglione d'Artiglieria (Com e tutti gli elementi a Villa Mella.): 12 obici da 105mm Reinosa / 26 obici da 120mm e 8 mortai ECIA
- Battaglione del Genio (Com e tutti gli elementi a Santo Domingo).
- Battaglione delle Comunicazioni (Com e tutti gli elementi a Santo Domingo).

Brigata Supporto al Servizio - CG Santo Domingo
- Battaglione Supporto al Servizio (Com e tutti gli elementi a Santo Domingo.):
- Compagnia quartiermastro (Santo Domingo)
- Compagnia medica (Santo Domingo)
- Compagnia Polizia militare (Santo Domingo)
- Battaglione di manutenzione equipaggiamento e materiale bellico (CG in Santo Domingo); che include la Compagnia Armeros a San Cristobal).
- Battaglione trasporti (QG e tutti gli elementi a Santo Domingo).

SCUOLA DI LAUREA IN STUDI MILITARI, ERD.
- Accademia di Stato Maggiore e Comando dell'Esercito (situata a San Isidro)

ADDESTRAMENTO AMMINISTRAZIONE GENERALE
- Scuola militare (situata a San Isidro)
- Battaglione d'addestramento (situato a Campo 27 febbraio a Santo Domingo)

Struttura dell'esercito della Repubblica Dominicana

## Mezzi aerei
Sezione aggiornata annualmente in base a siti specializzati, periodici mensili e bimestrali.
| Aeromobile           | Origine     | Tipo                       | Versione (denominazione locale) | In servizio (2022) | Note |
| Aerei da trasporto   |             |                            |                                 |                    | |
| Piper PA-28 Cherokee | Stati Uniti | aereo da collegamento      | PA-28                           | 2                  | Acquistato recentemente (2017) |
| Cessna 206           | Stati Uniti | aereo da trasporto leggero | C206                            | 1                  | Acquistato recentemente (2017) |
| Elicotteri           |             |                            |                                 |                    | |
| Bell OH-58 Kiowa     | Stati Uniti | elicottero d'esplorazione  | OH-58A OH-58CTH-57A             | 7?2                | 8 tra OH-58A e OH-58C Kiowa ex US Army, consegnati nel 2003. Uno perso il 10 ottobre 2014. Ulteriori 2 Bell TH-57A Creek ex US Army consegnati il 15 febbraio 2023. I Kiowa dell'esercito dominicano sono dotati di telecamere FLIR per le operazioni notturne. |
| Robinson R22 Alpha   | Stati Uniti | elicottero da collegamento | R22                             | 4?                 | 4 R22 ricevuti a partire dal 2001. |
| Robinson R44 Raven   | Stati Uniti | elicottero utility         | R44                             | 2?                 | 2 R44 ricevuti a partire dal 2001. |

## Equipaggiamento attuale

### Armi piccole
Nota: Questo equipaggiamento è utilizzato anche dagli altri rami delle forze armate, e dal gruppo antiterrorismo.
- Fucili:
  - Colt M16 5.56 mm  Stati Uniti
  - Colt M-4A1 5.56mm   Stati Uniti
  - AR-15 5.56  Stati Uniti
  - vz. 58 7.62mm  Rep. Ceca
  - IMI Galil 5.56mm  Israele
  - Galatz 7.62mm  Israele
  - Heckler & Koch G3 7,62 mm  Germania
- Fucili a canna liscia
  - Daewoo USAS-12 Corea del Sud
  - Mossberg 500 Stati Uniti
  - Franchi SPAS-15 Italia
- Fucili mitragliatori
  - Heckler & Koch MP5  Germania
  - FN P90 5.56mm  Belgio
  - Uzi  Israele
- Mitragliatrici
  - M-2 0.50”  Stati Uniti
  - FN MAG 7.62 mm  Belgio
  - M-60A1 7.62 mm  Stati Uniti
  - FN Minimi 5.56mm  Belgio
  - M249 5.56mm  Stati Uniti
- Pistole
  - Browning BDM  Stati Uniti
  - Browning Hi-Power  Stati Uniti
  - Taurus PT92  Brasile
  - Jericho 941  Israele

### Mortai
- M-29 81 mm  Stati Uniti (104)
- M1 81 mm  Stati Uniti
- M2 60 mm   Stati Uniti
- M30 4.2 inch   Stati Uniti (4)
- ECIA 120 mm   Spagna (24)

### Armi anticarro
- Bofors m/45 105 mm  Svezia (28)
- 37 mm Gun M3; cannoni A/T  Stati Uniti (20)
- AT4  Svezia (N/A)
- M40-A1C1 106mm RCL  Stati Uniti

### Corazzati
Nota: l'esercito dominicano attualmente non ha carri armati nel proprio inventario.
- V-150 Commando 4x4  Stati Uniti (8)
- M41 Walker Bulldog 76mm  Stati Uniti (12 Retired)
- Giat AMX-13 75mm  Francia (2-15 Retired)
- Panhard AML-90 90mm,4x4  Francia (20)
- M3 Half Track  Stati Uniti (25/ Almeno 3 attivi entro il 2015. Armati con un M-60, una Dual 0.50 Cal. e una mitragliatrice 0,30)

### Artiglieria
- Obici Reinosa 105mm/26  Spagna (12)
- Obici M-101 105 mm  Stati Uniti (22)

### Armi antiaeree
- Bofors L/70 40mm  Svezia

### Veicoli a motore
- 8 Humvee  Stati Uniti
- 60-80 URO VAMTAC 1,500 kg (4 × 4) (60 - 40, 2000; 20, 2001)  Spagna
- 80 Carolina Growler UV100DB (4 × 4), (2002) (ricostruito M151A2 Mutt)] UV100DB 4×4  Stati Uniti
- 40 Carolina Wolverine Model 450 (4 × 4) (40) (2002)
- Nissan Patrol ML-6 4x4  Giappone
- Land Rover (4 × 4)  Regno Unito (ruoli non tattici)
- Polaris ATV 6x6  Stati Uniti(diverse dozzine)
- 90 M35 2-1/2 ton  Stati Uniti
- 12 Pegaso 3055 6x6  Spagna
- 100 URO VAMTAC MT 15.14, MT 18.14 e MT 18.16  Spagna
- Daihatsu Delta 4x4  Giappone